# Mołotów
Mołotów (ukr. Молотів) – wieś na Ukrainie w rejonie żydaczowskim obwodu lwowskiego, nad Dniestrem.

## Historia
Pod koniec XIX w. przysiółek wsi Demidów w powiecie bóbreckim.